# Districtul Hammam Guergour
Hammam Guergour este un district din provincia Sétif, Algeria.